# Джипо
«Джипо» (англ. Gypo) — британський сімейний драматичний фільм режисера Жана Данна, знятий у 2005 році. Світова прем'єра стрічки відбулася 11 травня 2005 року на Каннському кінофестивалі.

## Сюжет
Джипо - жаргонна назва біженців у Британії. Слоган фільму - "В кожної історії є три сторони" - сповна відображає сенс цього фільму. В центрі стрічки лежить історія з точки зору замученої домогосподарки - Гелен, біженки - Таші та чоловіка домогосподарки - Пола. Коли юна чеська біженка Таша входить в життя домогосподарки з типової робочої британської сім'ї Гелен, між ними несподівано виявляється повне взаєморозуміння та сильний потяг один до одного. Таша допомагає Гелен долати турботи родинного життя - доньку-підлітка, що вже народила дитину, чоловіка, який ґвалтує дружину, оскільки викликати в неї сексуальне бажання до себе він не здатний, синка-лобуря. Загалом, замучили всі нещасну тітку...

## У ролях
- Полін Маклін — Гелен
- Клої Сірен — Таша
- Пол Макґенн — Пол

## Нагороди
Загалом стрічка отримала 3 нагороди, зокрема:
- Нагороди британського незалежного кіно (2005)
  - Нагорода «Британський незалежний фільм» у категорії «Найкраще досягнення в галузі продюсування»
- Міжнародний фестиваль лесбі- та ґей фільмів у Сан-Франциско (2005)
  - Нагорода «Найкращий дебютний фільм» (Жан Данн)
- Міжнародний фестиваль лесбі- та ґей фільмів у Турині (2006)
  - Спеціальна відзнака у категорії «Найкраще відео» (акторський колектив)

## Номінації
Загалом стрічка отримала 2 номінації, зокрема:
- Фестиваль британського кіно в Дінарі (2005)
  - «Золотий Гічкок»
- Нагороди ірландського кіно та телебачення (2007)
  - Нагорода IFTA у категорії «Найкраща акторка» (Полін Маклін)

## Цікаві факти
- Фільм є тридцять сьомим, що був відзнятий у рамках руху «Догма 95»
- Це перша британська стрічка, що отримала сертифікат «Догми 95»[3]